# ISO 4217

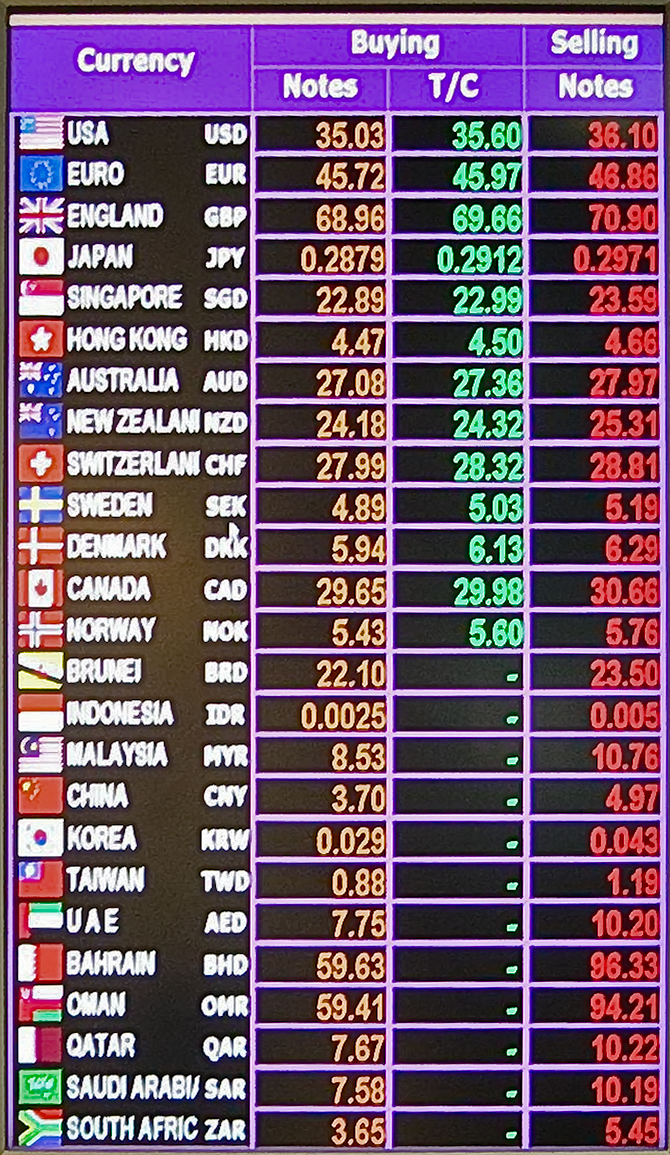
Měny označené kódy ISO 4217 na tabuli směnárny

ISO 4217 je mezinárodní standard pro označování měn pomocí tříznakových (písmenných a číselných) kódů, definovaný Mezinárodní organizací pro normalizaci (ISO); v Česku byl převzat jako ČSN ISO 4217 („Kódy pro měny a fondy“).
Norma definuje dva ekvivalentní kódy: třípísmenný abecední a třímístný číslicový. Přímo v normě jsou uvedeny tři tabulky:
- Seznam kódů měn a fondů – pro každou měnu či fond (čímž se v normě míní další peněžní zdroje spojené s měnou, např. frank WIR) obsahuje jejich abecední a číslicový kód a informaci o dělení měnové jednotky na dílčí.
- Kódy fondů registrované MA (Udržovací agenturou).
- Kódy historických denominací měn – obsahuje již neužívané historické měny, resp. jejich denominace.

U abecedního kódu tvoří první dvě písmena označení země podle kódu ISO 3166-1 alpha-2, třetí písmeno se nejčastěji přiděluje mnemotechnicky podle názvu měny, např. jako první písmeno tohoto názvu. U měn a fondů entit, které nejsou v ISO 3166-1, se jako první dvě písmena používá rozsah XA–XZ (v ISO 3166-1 vyhrazený pro kódy určované uživatelem) podle volby Udržovací agentury.
Číslicový kód se, pokud je to možné, odvozuje z kódu země či regionu podle OSN (a další kódy se přidělují z intervalu 950–998, přičemž kódy fondů se přidělují sestupně od 998).
Například česká koruna má kódy CZK a 203, americký dolar USD a 840, euro EUR a 978. Vedle toho např. zlato má určeny kódy XAU a 959. Kódy XTS a 963 jsou určeny pro testování a kódy XXX a 999 jsou určeny pro „transakce, kde se nepoužívají měny“.
Jednou přiřazené abecední kódy již nelze použít; pokud je měna redenominována, dostane nový kód. Tak např. ruský rubl měl do roku 2004 kód RUR, avšak od reformy používá kód RUB.